# Born Again (álbum de Notorious B.I.G.)
Born Again es el tercer álbum (segundo póstumo) del rapero estadounidense The Notorious B.I.G., lanzado a finales de 1999. El álbum fue lanzado en formato de CD por Bad Boy Records y remasterizado en el año 2005.

## Lista de canciones
1. «Born Again»
2. «N.O.T.O.R.I.O.U.S.» (con Lil' Kim & P.Diddy)
3. «Dead Wrong» (con Eminem)
4. «Hope You Niggas Sleep» (con Hot Boyz & Big Tymers)
5. «Dangerous MC's» (con Mark Curry, Snoop Dogg & Busta Rhymes)
6. «Biggie» (con Junior M.A.F.I.A.)
7. «Niggas»
8. «Big Booty Hoes» (con Too $hort)
9. «Would You Die For Me» (con Lil' Kim & Puff Daddy)
10. «Come On» (con Sadat X)
11. «Rap Phenomenon» (con Redman & Method Man)
12. «Let Me Get Down» (con Craig Mack, G-Dep & Missy Elliott)
13. «Tonight» (con Mobb Deep & Joe Hooker)
14. «If I Should Die Before I Wake» (con Black Rob, Ice Cube & Beanie Sigel)
15. «Who Shot Ya»
16. «Can I Get Witcha» (con Lil' Cease)
17. «I Really Want To Show You» (con Nas & K-Ci & Jojo)
18. «Ms. Wallace»